# Corcel Blair
Corcel Blair (Kingston, 26 settembre 1950 – Kingston, 21 agosto 2008) è stato un calciatore giamaicano, di ruolo attaccante e centrocampista.

## Biografia
Anche i fratelli Miguel, Patrick e Maurice sono stati calciatori. È morto dopo una lunga malattia nel 2008 a 58 anni.

## Caratteristiche tecniche
Era considerato un attaccante letale e data la potenza del suo tiro era stato soprannominato Django come il temibile pistolero dei spaghetti western.

## Carriera

### Club
Si forma calcisticamente nella squadra della Vere Technical High School, venendo poi ingaggiato dal Santos. Militerà con il club di Kingston sino al 1977, pur giocando in estate in Canada, vincendo quattro campionati giamaicani.
Nel 1971 ha la sua prima esperienza in Canada con il Sudbury City, impegnato nella National Soccer League 1971, con cui dopo aver ottenuto il quinto posto nella stagione regolare, verrà eliminato nei playoff per il titolo dai futuri campioni del Toronto Croatia.
L'anno seguente passa proprio al Toronto Croatia, sempre nella National Soccer League, con cui vince l'edizione 1974.
Nel 1975 il Croatia si fuse con la franchigia della North American Soccer League Toronto Metros, in profonda crisi economica, dando origine ai Toronto Metros-Croatia e Blair fece parte della nuova franchigia.
Con la nuova squadra raggiunse i quarti di finale nella stagione 1975.
Nel 1977 passa ai Sudbury Cyclones, club della serie cadetta della NSL.

### Nazionale
Viene convocato nella nazionale di calcio della Giamaica a partire dal 1968 , partecipando alle qualificazioni al Campionato CONCACAF 1969, centrandole ma non venendo però convocato per la fase finale.
Nel 1971 fece parte della nazionale olimpica di calcio della Giamaica, con cui partecipò alle qualificazioni per le torneo di calcio della XX Olimpiade, fallendole.

## Statistiche

### Cronologia presenze e reti in Nazionale[6]
| Cronologia completa delle presenze e delle reti in nazionale ― Giamaica | Cronologia completa delle presenze e delle reti in nazionale ― Giamaica | Cronologia completa delle presenze e delle reti in nazionale ― Giamaica | Cronologia completa delle presenze e delle reti in nazionale ― Giamaica | Cronologia completa delle presenze e delle reti in nazionale ― Giamaica | Cronologia completa delle presenze e delle reti in nazionale ― Giamaica | Cronologia completa delle presenze e delle reti in nazionale ― Giamaica | Cronologia completa delle presenze e delle reti in nazionale ― Giamaica |
| Data                                                                    | Città                                                                   | In casa                                                                 | Risultato                                                               | Ospiti                                                                  | Competizione                                                            | Reti                                                                    | Note                                                                    |
| ----------------------------------------------------------------------- | ----------------------------------------------------------------------- | ----------------------------------------------------------------------- | ----------------------------------------------------------------------- | ----------------------------------------------------------------------- | ----------------------------------------------------------------------- | ----------------------------------------------------------------------- | ----------------------------------------------------------------------- |
| 3-11-1969                                                               | Kingston                                                                | Giamaica                                                                | 1 – 1                                                                   | Panama                                                                  | Qual. Campionato CONCACAF 1969                                          | -                                                                       | \|                                                                      |
| 5-11-1969                                                               | Kingston                                                                | Giamaica                                                                | 2 – 1                                                                   | Panama                                                                  | Qual. Campionato CONCACAF 1969                                          | -                                                                       | \|                                                                      |
| Totale                                                                  |                                                                         | Presenze                                                                | 2+                                                                      |                                                                         | Reti                                                                    | 0+                                                                      |                                                                         |

## Palmarès

### Calcio
- National Premier League: 4

Santos: 1973-1974, 1974-1975, 1975-1976, 1976-1977
- NSL: 1

Toronto Croatia: 1974